# III Исаврийский легион
III Исаврийский легион (лат. Legio III Isaura) — один из легионов поздней Римской империи.
Из названия становится легиона ясно, что он, очевидно, был набран в Исаврии до 278/279 года. Возможно, что основателем данного подразделения был император Проб, использовавший его в походах против горных племен Киликии. Однако, на данный момент эта версия считается недостаточно обоснованной. В начале IV века численность легиона достигла 6 тысяч, но в течение столетия она уменьшилась до 2 тысяч. Он имел статус лимитана и находился под руководством комита Исаврии. В 354 году I Исаврийский, II Исаврийский и III Исаврийский легионы во главе с комитом Кастрицием успешно защищали Селевкию от разбойников. В 368 году подразделение вновь отражало набеги исавров.
Согласно Notitia Dignitatum, в начале V века легион находился под командованием военного магистра Востока.